# 134-та піхотна дивізія (Третій Рейх)

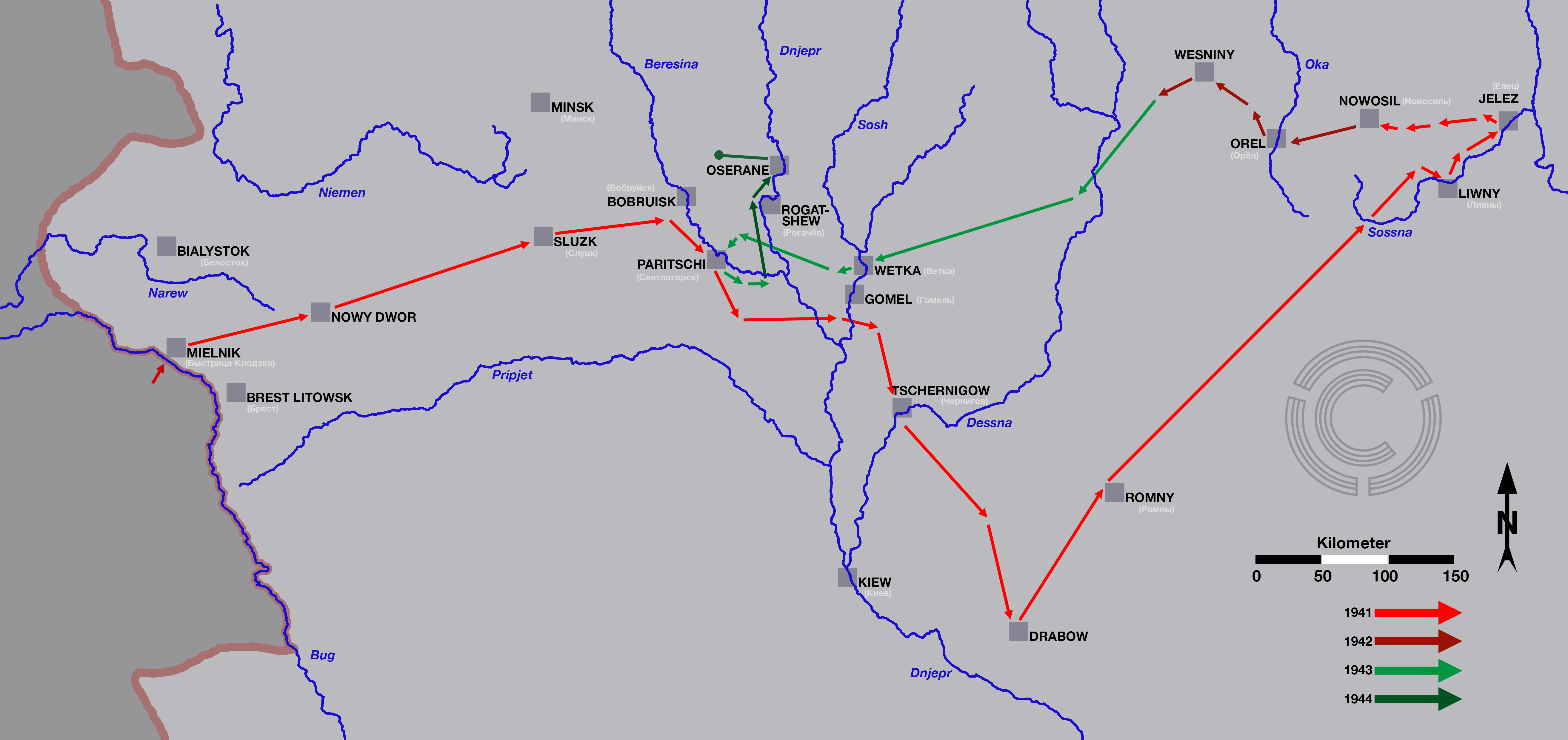
Бойовий шлях 134-ї піхотної дивізії на Східному фронті

134-та піхотна дивізія (Третій Рейх) (нім. 134. Infanterie-Division) — піхотна дивізія Вермахту за часів Другої світової війни.

## Історія
134-та піхотна дивізія була сформована 15 жовтня 1940 року на навчальному центрі Графенвер (нім. Truppenübungsplatz Grafenwöhr) на фондах частин 252-ї, 255-ї та 10-ї піхотних дивізій під час 11-ї хвилі мобілізації Вермахту в XIII військовому окрузі.

## Райони бойових дій
- Німеччина (жовтень 1940 — червень 1941);
- СРСР (центральний напрямок) (червень 1941 — червень 1944).

## Командування

### Командири
- генерал-лейтенант Конрад фон Кохенгаузен (нім. Conrad von Cochenhausen) (15 жовтня 1940 — 12 грудня 1941);
- оберст, з 10 березня 1942 генерал-майор, з 1 січня 1943 генерал-лейтенант Ганс Шлеммер (нім. Hans Schlemmer) (12 грудня 1941 — лютий 1944);
- генерал-майор Рудольф Бадер (нім. Rudolf Bader) (лютий — 1 червня 1944);
- генерал-лейтенант Ернст Філіпп (нім. Ernst Philipp) (1 — 29 червня 1944).

## Нагороджені дивізії
Нагороджені Сертифікатом Пошани Головнокомандувача Сухопутних військ для військових формувань Вермахту за збитий літак противника
- 16 серпня 1943 — 5-та рота 134-го розвідувального батальйону за дії 10 березня 1943 (353);
- 14 жовтня 1943 — 134-та рота радіопопередження за дії 14 травня 1943 (387).

Нагороджені дивізії
|  | Кавалери Золотого Німецького Хреста                                                                        | 70 |
|  | Кавалери Лицарського хреста Залізного хреста з Дубовим листям                                              | 2 (№ 369 генерал-лейтенант Ганс Шлеммер — 18.01.1944 № 497 оберфельдфебель Еміль Камінскі — 12.06.1944) |
|  | Кавалери Лицарського хреста Залізного хреста                                                               | 24 |
|  | Кавалери Почесної відзнаки Сухопутних військ «Почесна застібка на орденську стрічку для Сухопутних військ» | 8 |

- Нагороджені Сертифікатом Пошани Головнокомандувача Сухопутних військ (3)